# Liste der National Historic Landmarks in Mississippi
Diese vollständige Liste der National Historic Landmarks in Mississippi führt alle Objekte und Stätten im US-amerikanischen Bundesstaat Mississippi auf, die in diesem Bundesstaat als National Historic Landmark (NHL) eingestuft sind und unter der Aufsicht des National Park Service stehen. Diese Bauwerke, Distrikte, Objekte und andere Stätten entsprechen bestimmten Kriterien hinsichtlich ihrer nationalen Bedeutung. Diese Liste führt die Objekte nach den amtlichen Bezeichnungen im National Register of Historic Places.

## Unterscheidung zum National Register of Historic Places
Alle NHLs werden automatisch in das NRHP aufgenommen, eine Liste historischer Bauten, die der National Park Service deklaratorisch als Denkmal anerkennt. Der wesentliche Unterschied zwischen einer NHL und einem allgemeinen NRHP-Eintrag liegt in der landesweiten Bedeutung, die NHLs haben, während die meisten anderen Einträge nur von örtlichem oder bundesstaatlichem Interesse sind.

## Legende
| NHL  | National Historic Landmark          |
| NHLD | National Historic Landmark District |

## Derzeitige NHLs in Mississippi
|    | Name der Stätte                                     | Bild | Jahr | Ort                                          | County                                | Beschreibung |
| -- | --------------------------------------------------- | ---- | ---- | -------------------------------------------- | ------------------------------------- | --- |
| 1  | Ammadelle                                           |      | 1974 | Oxford 34° 22′ 18,7″ N, 89° 31′ 3,3″ W       | Lafayette County                      | Im Italianate-Stil 1859 nach einem Entwurf von dem Architekten Calvert Vaux errichtete Villa |
| 2  | Anna Site                                           |      | 1993 | Natchez 31° 41′ 43,4″ N, 91° 20′ 59,2″ W     | Adams County                          | Archäologische Fundstätte aus der Zeit der Mississippi-Kultur |
| 3  | Arlington                                           |      | 1974 | Natchez 31° 33′ 10″ N, 91° 23′ 33″ W         | Adams County                          | 1820 im Federal Style errichtetes Gebäude |
| 4  | Auburn                                              |      | 1974 | Natchez 31° 32′ 44,3″ N, 91° 23′ 26,6″ W     | Adams County                          | 1812 im Antebellum-Stil errichtetes Gebäude |
| 5  | Beauvoir                                            |      | 1993 | Biloxi 30° 23′ 35″ N, 88° 58′ 10″ W          | Harrison County                       | Von 1876 bis zu seinem Tode 1889 letztes Wohnhaus von Jefferson Davis, dem früheren Präsidenten der Konföderierten Staaten von Amerika |
| 6  | Champion Hill Battlefield                           |      | 1977 | Bolton 32° 19′ 12″ N, 90° 32′ 33″ W          | Hinds County                          | Ort der Schlacht am Champion Hill im Amerikanischen Bürgerkrieg, die 1863 für die Unionstruppen unter General Ulysses S. Grant siegreich war                                                                                                |
| 7  | Commercial Bank and Banker’s House                  |      | 1974 | Natchez 31° 33′ 39″ N, 91° 24′ 18″ W         | Adams County                          | 1833 im Stil des Greek Revival errichtetes Gebäude |
| 8  | Siege and Battle of Corinth Sites                   |      | 1991 | Corinth 34° 57′ 12″ N, 88° 31′ 10″ W         | Alcorn County, MS Hardeman County, TN | Gebiet im südlichen Tennessee und nördlichen Mississippi, in dem die Schlacht um Corinth während des Amerikanischen Bürgerkrieges stattfand                                                                                                 |
| 9  | Dancing Rabbit Creek Treaty Site                    |      | 1996 | Macon 33° 0′ 35,6″ N, 88° 45′ 15″ W          | Noxubee County                        | Ort, an dem 1830 der Vertrag von Dancing Rabbit Creek geschlossen wurde, dessen Ergebnis die Abtretung des gesamten Gebietes der Choctaw war. Die darauf folgende Umsiedlung in das Indianer-Territorium wurde als Pfad der Tränen bekannt. |
| 10 | Dunleith                                            |      | 1974 | Natchez 31° 32′ 52″ N, 91° 24′ 3″ W          | Adams County                          | 1855 im Greek Revival-Stil errichtetes Herrenhaus |
| 11 | Emerald Mound Site                                  |      | 1989 | Stanton 31° 38′ 10″ N, 91° 14′ 50″ W         | Adams County                          | Archäologische Fundstätte aus der Zeit der Mississippi-Kultur |
| 12 | William Faulkner House (Rowan Oak)                  |      | 1968 | Oxford 34° 21′ 35,3″ N, 89° 31′ 28,9″ W      | Lafayette County                      | Wohnhaus des Schriftstellers William Faulkner |
| 13 | Fort St. Pierre Site                                |      | 1964 | Vicksburg 32° 29′ 44,5″ N, 90° 47′ 54,7″ W   | Warren County                         | Ort, an dem von 1719 bis 1729 das französische Fort St. Pierre stand |
| 14 | Grand Village of the Natchez                        |      | 1964 | Natchez 31° 31′ 30,7″ N, 91° 22′ 53,9″ W     | Adams County                          | Archäologische Fundstätte aus der Zeit der Mississippi-Kultur und des Volkes der Natchez |
| 15 | Hester Site                                         |      | 2001 | Amory                                        | Monroe County                         | Archäologische Fundstätte aus der Zeit der Paläoindianer und der Archaischen Periode |
| 16 | Highland Park Dentzel Carousel and Shelter Building |      | 1987 | Meridian 32° 22′ 36,7″ N, 88° 43′ 7″ W       | Lauderdale County                     | |
| 17 | Holly Bluff Site                                    |      | 1964 | Holly Bluff 32° 48′ 50,8″ N, 90° 40′ 58,6″ W | Yazoo County                          | Archäologische Fundstätte aus der Zeit der Mississippi-Kultur |
| 18 | House on Ellicott’s Hill                            |      | 1974 | Natchez 31° 33′ 47,5″ N, 91° 24′ 13,7″ W     | Adams County                          | Eines der ersten Häuser der Gegend, das nach dem Abzug der Spanier gebaut wurde |
| 19 | Jaketown Site                                       |      | 1990 | Belzoni 33° 14′ 13,5″ N, 90° 29′ 13,3″ W     | Humphreys County                      | Archäologische Fundstätte aus der Zeit der Mississippi-Kultur |
| 20 | Lucius Q. C. Lamar House                            |      | 1975 | Oxford 34° 22′ 19,9″ N, 89° 30′ 55″ W        | Lafayette County                      | Wohnhaus von Lucius Q. C. Lamar |
| 21 | Longwood (Natchez, Mississippi)                     |      | 1969 | Natchez 31° 32′ 12″ N, 91° 24′ 17″ W         | Adams County                          | Eines der größten oktogonalen (achteckigen) Häuser in den USA |
| 22 | Lyceum-The Circle Historic District                 |      | 2008 | Oxford 34° 21′ 57,6″ N, 89° 32′ 5,7″ W       | Lafayette County                      | Mehrere Gebäude und Strukturen auf dem Campus der University of Mississippi |
| 23 | Charles McLaran House                               |      | 2001 | Columbus 33° 29′ 24,5″ N, 88° 25′ 53,8″ W    | Lowndes County                        | 1847 im Greek Revival-Stil errichtetes Gebäude |
| 24 | Melrose                                             |      | 1974 | Natchez 31° 32′ 36″ N, 91° 22′ 59″ W         | Adams County                          | 1845 im Greek Revival-Stil errichtetes Wohnhaus; heute Bestandteil des Natchez National Historical Park |
| 25 | Mississippi Governor’s Mansion                      |      | 1975 | Jackson 32° 17′ 59,8″ N, 90° 11′ 0″ W        | Hinds County                          | Amts- und Wohnsitz des Gouverneurs von Mississippi |
| 26 | Monmouth                                            |      | 1988 | Natchez 31° 33′ 11,9″ N, 91° 23′ 12,6″ W     | Adams County                          | Wohnhaus von John A. Quitman, einem früheren Gouverneurs von Mississippi |
| 27 | I. T. Montgomery House                              |      | 1976 | Mound Bayou 33° 52′ 37,3″ N, 90° 43′ 43,6″ W | Bolivar County                        | Wohnhaus von Isaiah Montgomery, der 1867 die erste nur von Schwarzen besiedelten Gemeinde gründete |
| 28 | Oakland Memorial Chapel                             |      | 1976 | Lorman 31° 49′ 14″ N, 91° 3′ 0″ W            | Claiborne County                      | Die Kirche steht auf dem Gelände der Alcorn State University |
| 29 | Old Mississippi State Capitol                       |      | 1990 | Jackson 32° 17′ 59,2″ N, 90° 10′ 46,7″ W     | Hinds County                          | Bis 1903 Sitz des Kongresses von Mississippi |
| 30 | Pemberton’s Headquarters                            |      | 1976 | Vicksburg 32° 20′ 53,7″ N, 90° 52′ 39,5″ W   | Warren County                         | Während der Belagerung von Vicksburg Hauptquartier des konföderierten Generals John C. Pemberton |
| 31 | Port Gibson Battle Site                             |      | 2005 | Port Gibson 31° 57′ 28″ N, 91° 1′ 8″ W       | Claiborne County                      | Ort der Battle of Port Gibson, einem Gefecht im Rahmen des Zweiten Vicksburg-Feldzuges im Amerikanischen Bürgerkrieg |
| 32 | Rocket Propulsion Test Complex                      |      | 1985 | Bay Saint Louis 30° 21′ 50″ N, 89° 35′ 14″ W | Hancock County                        | 1965 errichteter Testkomplex für Raketentriebwerke auf dem Gelände des John C. Stennis Space Center |
| 33 | Rosalie Mansion                                     |      | 1989 | Natchez 31° 33′ 34,3″ N, 91° 24′ 30,1″ W     | Adams County                          | 1823 errichtetes Gebäude, dessen Baustil Einfluss auf die gesamte Region ausübte |
| 34 | Stanton Hall                                        |      | 1974 | Natchez 31° 33′ 45,4″ N, 91° 24′ 2,6″ W      | Adams County                          | Zwischen 1851 und 1851 errichtetes Herrenhaus; Ref.-Nr. im NRHP: 74002254 |
| 35 | Old Warren County Courthouse                        |      | 1968 | Vicksburg 32° 21′ 7,4″ N, 90° 52′ 43″ W      | Warren County                         | Früheres Gerichts- und Verwaltungsgebäude; Ref.-Nr. im NRHP: 68000029 |
| 36 | Waverley                                            |      | 1974 | West Point 33° 34′ 9″ N, 88° 30′ 13″ W       | Clay County                           | Zwischen 1840 und 1852 im Antebellum-Stil errichtetes Gebäude; Ref.-Nr. im NRHP: 73001004 |
| 37 | Eudora Welty House                                  |      | 2004 | Jackson 32° 19′ 7,7″ N, 90° 10′ 13,2″ W      | Hinds County                          | Wohnhaus der Schriftstellerin Eudora Welty |
| 38 | Winterville Site                                    |      | 1993 | Greenville 33° 29′ 9″ N, 91° 3′ 40″ W        | Washington County                     | Archäologische Fundstätte aus der Zeit der Mississippi-Kultur |

## Frühere NHLs in Mississippi
|   | Name der Stätte    | Bild | Jahr | Ort                | County        | Beschreibung                           |
| - | ------------------ | ---- | ---- | ------------------ | ------------- | -------------------------------------- |
| 1 | President (Schiff) |      | 1989 | Vicksburg (früher) | Warren County | Verlor im Jahr 2011 den Status als NHL |

## Weitere historische Objekte in Mississippi unter Verwaltung des National Park Services
National Battlefields, National Historic Sites, National Historical Parks, National Monuments und bestimmte andere Gebiete im National Park System sind historische Landmarken von nationaler Bedeutung, die ebenfalls hochgradig geschützt werden, oft schon seit vor der Einführung des NHL-Programmes im Jahr 1960. Diese wurden nicht immer per se zu einer NHL erklärt.
|   | Name der Stätte                              | Bild | Jahr | Ort                                               | County                              | Beschreibung |
| - | -------------------------------------------- | ---- | ---- | ------------------------------------------------- | ----------------------------------- | --- |
| 1 | Brices Cross Roads National Battlefield Site |      | 1929 | Baldwyn 34° 30′ 22″ N, 88° 43′ 44″ W              | Lee County Prentiss County          | |
| 2 | Natchez National Historical Park             |      | 1988 | Natchez 31° 32′ 36″ N, 91° 22′ 59″ W              | Adams County                        | Enthält eine Reihe unterschiedlicher historisch relevanter Objekte französischen, spanischen, englischen und US-amerikanischen Ursprungs während verschiedener Epochen                                   |
| 3 | Shiloh National Military Park                |      | 1894 | Shiloh, TN Corinth, MS 35° 9′ 9″ N, 88° 19′ 23″ W | Hardin County, TN Alcorn County, MS | Gebiet, in dem 1862 während des Bürgerkrieges die Schlacht von Shiloh stattfand, die mit einem Sieg der Unionstruppen endete. Das Gebiet liegt überwiegend im benachbarten Tennessee.                    |
| 4 | Tupelo National Battlefield                  |      | 1929 | Tupelo 34° 15′ 20,5″ N, 88° 44′ 15,7″ W           | Lee County                          | Ort der Schlacht von Tupelo während des Bürgerkrieges, die mit einem Sieg der Unionstruppen endete |
| 5 | Vicksburg National Military Park             |      | 1899 | Vicksburg 32° 20′ 39″ N, 90° 51′ 6″ W             | Warren County                       | Enthält eine Reihe historischer Objekte aus der Vicksburg Campaign (Erster und Zweiter Vicksburg-Feldzug), der mit der Schlacht um Vicksburg endete. Das Gebiet reicht bis in das benachbarte Louisiana. |